# Il tuo profumo
Il tuo profumo è un singolo del rapper italiano Fred De Palma e della cantante messicana Sofía Reyes, pubblicato il 21 ottobre 2019 su etichette Warner Music Italy e Atlantic Records.

## Descrizione
Il brano è stato scritto dagli stessi interpreti con Federica Abbate e Takagi & Ketra; questi ultimi ne hanno curato anche la produzione.

## Video musicale
Il video musicale, diretto da Gianluigi Carella, è stato pubblicato sul canale Warner Music Italy il 21 ottobre 2019. Le riprese sono state effettuate nel quartiere di Hollywood, nei pressi di Los Angeles.

## Tracce
1. Il tuo profumo – 2:40

## Classifiche
| Classifica (2020) | Posizione massima |
| ----------------- | ----------------- |
| Italia            | 35                |